# Сакавен
Сакавен (порт. Sacavém) је град у Португалу. 